# Comechingones
Comechingón est la dénomination vulgaire utilisée pour appeler une ancienne ethnie amérindienne vivant en Argentine. À l'arrivée des Espagnols au XVIe siècle, les Comechingones habitaient les sierras pampéennes des provinces actuelles de Córdoba et de San Luis.

## Nom
Les Comechingones se donnaient le nom de Hênîa (au nord) et de (Kâmîare) au sud (les deux groupes principaux) ; ils étaient subdivisés en une dizaine de partialités. L'appellation « Comechingón » paraît être la déformation d'un mot péjoratif que leur donnait l'ethnie Salavinon (ou Sanavirón) qui jusqu'au XVe siècle, venus de l'interfluve río Dulce - río Salado (actuelle province de Santiago del Estero), attaquait les territoires ancestraux des Henîa-Kâmîares ou Henia-Kamiares. Les Sanavirons les ont appelés « Kámichingan », ce qui en langue salavirone signifiait « viscaches » ou « habitants de grottes, troglodytes », ceci à cause du type d'habitations semi-souterraines des Henia-Kamiares.
Cependant, d'après la chronique du conquistador espagnol Jerónimo Bibar, écrite en 1558, ce nom leur fut donné directement par les Espagnols en entendant le cri de guerre des Henîa : Kom-chingôn !, ce qui, d'après Bibar se traduirait par « mort-à-eux » (aux envahisseurs espagnols). Il est probable que les Sanavirons « comprirent » cette clameur de guerre de leurs ennemis et la « traduisirent » avec mépris et moquerie en la transformant en « kámichingan » ou viscache.

### Ethnogénèse
On pense que l'origine des Henia-Kamiare remonterait à la très ancienne culture Ayampitín (existant au moins depuis 6000 av. J.-C.), culture qui a laissé des traces jusqu'à Tarija dans le sud de la Bolivie, mais il n'existe pas de données qui permettent de dire avec certitude que cette culture Ayampitín (nom d'un site du nord-ouest de la province de Córdoba) corresponde à un moment privilégié de la formation de l'ethnie des Hênia et des Kamiare ou Comechingons.
On affirme presque avec certitude que la culture Ongamira née vers 4 600 av. J.-C. précède directement la culture Comechingón. On peut parler de culture Comechingón pour la période allant de 500 à 1600 de notre ère, ce qui implique la dilution de cette culture dans la culture créole-espagnole au travers du XVIe siècle. Un des derniers établissements de culture comechingone typique exista dans la localité de Nono jusque 1750. Mais pratiquement, après 1600 on peut parler d'une culture « comechingón-espagnole ».

## Histoire
Avec l'arrivée des Espagnols, il arriva ce qui fut le lot de presque toutes les ethnies amérindiennes précolombiennes, qu'une grande partie de la population périt à cause des épidémies contre lesquelles ils manquaient d'immunité (spécialement la variole, la rougeole et certains types de grippe), ce qui facilita en grande partie la conquête coloniale. De plus les survivants se mélangèrent avec assez de facilité aux Européens et formèrent une partie de la nouvelle population créole. Parmi ceux qui résistèrent, il faut citer Olayón. Il fut un des principaux caciques Comechingón, fameux pour sa bravoure, qui vécut dans la région de Cruz del Eje (province de Córdoba), dans les années 1590-1620. Il mourut au combat, luttant contre les injustices des Espagnols, en duel singulier avec le capitaine Tristán de Allende, à qui il parvint à donner la mort.
Au début du XIXe siècle, subsistaient cependant dans des zones isolées des sierras, des familles (comme celles des localités de Tulián et de Guayán) qui se reconnaissaient comme descendantes des Hênîa et des Kâmîare. Mais la plus grande partie des familles du groupe Hênia était métissée avec les Sanavirons (ou Salavinons) et avec les Espagnols.